# Fred Breebaart
Frederik Alexander Peter Willem (Fred) Breebaart (Haarlem, 14 november 1945 - Delft, 24 april 2015) was een Nederlandse kunstschilder.
Breebaart is met name bekend van zijn schilderijen op klein formaat in naïeve stijl. Zijn werk kenmerkt zich door helder kleurgebruik en de aanwezigheid van zeer veel menselijke figuurtjes.
Breebaart bracht een belangrijk deel van zijn jeugd door op Curaçao (1950-1955) en geniet daar grote bekendheid met zijn werk. Het gezin Breebaart vestigde zich vervolgens in Den Haag, dat Fred later verliet om zich in Delft te vestigen. Van 1972 tot 1982 verruilde hij Delft tijdelijk voor Fuengirola aan de Spaanse Costa del Sol.
Breebaart volgde een korte kunstopleiding aan de Hazelhorstschool te Delft maar kwam daarna net als zijn vader eerst een aantal jaren in het verzekeringswezen terecht. Tijdens deze periode schilderde hij voornamelijk in non-figuratieve stijl. Eerst toen hij er op zijn 27e voor koos zich beroepsmatig met kunst bezig te gaan houden werd hij door een bevriende kunstcriticus op het spoor van de naïeven gezet. Binnen deze stijl heeft hij in de loop der jaren zijn eigen specifieke (zeer ambachtelijke en tijdrovende) miniaturistische werkwijze vervolmaakt.
Naast vele exposities in binnen- en buitenland is Breebaart eveneens een aantal keren gevraagd een kalender te maken (Nationale Postcode Loterij, Stichting Monumentenzorg Curaçao).

## Boeken
- Fred Breebaart - Dertig jaar naïeve kunst